# Lutro
Lutro (gr. Λουτρό, w starożytności Feniks) – miejscowość portowa w Grecji, w południowej Krecie, w administracji zdecentralizowanej Kreta, w regionie Kreta, w jednostce regionalnej Chania, w gminie Sfakia. W 2011 roku liczyła 56 mieszkańców.
Miejscowość posiada jedynie połączenia promowe z Chora Sfakion i Ajia Rumeli, nie docierają tu żadne drogi, jedynie szlak pieszy (około 2 godziny) z Chory Sfakion. Charakterystyczne dla Loutri jest, że wszystkie domy są pobielone.
Loutro było od starożytności znaczącym portem, wzmiankowanym również w Dziejach Apostolskich 27,12. Port zaczął podupadać na początku XIX wieku.
Na pobliskim przylądku, położonym na zachód od miejscowości znajdują się ruiny z okresu panowania rzymskiego i bizantyjskiego – cysterny, fundamenty domu i groby. Jest tam również kościół Sotiros Christou z zachowanymi freskami z XIV i XV wieku.